# Герлахів
Герлахів або Ґерлахів (словац. Gerlachov) — село в Словаччині, Бардіївському окрузі Пряшівського краю. Розташоване в північно-східній частині Словаччини, у західній частині Низьких Бескидів в долині річки Топля.
Вперше згадується 1326 року.
У селі є греко-католицька церква св. Архангела Михаїла з 1844–1856 рр. та православна церква св. Архангела Михаїла з 1993 року.

## Населення
| Рік:            | 1994. | 2004.    | 2014.   | 2024.   |
| --------------- | ----- | -------- | ------- | ------- |
| Кількість осіб: | 922   | 1020     | 1042    | 1055    |
| Різниця:        |       | +10,62 % | +2,15 % | +1,24 % |

| Рік:            | 2023. | 2024.   |
| --------------- | ----- | ------- |
| Кількість осіб: | 1050  | 1055    |
| Різниця:        |       | +0,47 % |

У селі проживає 1003 осіб.
Національний склад населення (за даними останнього перепису населення — 2001 року):
- словаки — 86,32%
- цигани — 6,28%
- русини — 6,07%
- українці — 0,82%
- чехи — 0,10%
- угорці — 0,10%

Склад населення за приналежністю до релігії станом на 2001 рік:
- греко-католики — 48,56%,
- православні — 42,70%,
- римо-католики — 5,97%,
- протестанти — 1,03%,
- не вважають себе віруючими або не належать до жодної вищезгаданої церкви — 1,55%